# Евномий
Евномий (Eunomius; † 394 г.) е водач на радикалните ариани или тяхната подгрупа на аномеите (аномоеанизъм), родом от Олтисерис на границата между Кападокия и Галатия.
Евномий е през 356/357 г. ученик на Аеций Антиохийски в Александрия, който го образова религиозно и философски. През 357 г. става дякон и през 360 г. епископ на Кизик в Мизия (Мала Азия). Заради радикалните си възгледи скоро е отстранен. Привърженик е на новоарианизма. През 383 г. е в изгнание, по-късно му разрешават да живее в неговите имения, където през 395 г. умира. Книгите му почти не са запазени.